# Ismaïl II de Pèrsia
Ismail II de Pèrsia (farsi : شاه اسماعیل دوم, Esma'il, nascut 1533/1534 o 1537, mort a Qazwin el 24 de novembre de 1577), fou el tercer xa safàvida de Pèrsia (1576-1577). Era el segon fill de Tahmasp I.
El seu oncle Alqas (o Alkas Mirza) fill d'Ismail I, es va revoltar el 1546 es va revoltar. Les raons no estan ben aclarides. Sembla que va matar un tal Begogli Ustadjlu que tenia permís del xa per casar-se amb la seva mare; altres deien que Ghazi Khan Talaku que havia tornat al servei dels safàvides, i que havia estat assassinat per Alqas per orde del xa el 1543/1544, l'havia convençut abans de morir. Els fets certs són que fou enviat contra els circassians (maig) però fou derrotat i llavors fou enviat a Derbent on es va revoltar obertament i va emetre moneda en el seu propi nom. Tahmasp que estava fent campanya a Geòrgia, la va abandonar i va anar cap a Shirvan. Alqas va fugir de Derbent que a la primavera següent fou ocupada per Tahmasp (defensada pels partidaris d'Alqas); Alqas amb molt poques forces va fugir cap a Crimea (amb uns 40 a 60 homes). Tahmasp va restaurar l'orde a Derbent i va nomenar governador al seu fill Ismail II (1547).
Al Caucas va fer algunes campanyes amb èxit contra els otomans; també va operar a l'Anatòlia oriental contra els mateixos otomans. El 1555 es va casar amb una cosina i el 1556 fou nomenat governador del Khurasan.
Va passar uns mesos a Herat i sobtadament fou detingut el desembre de 1556 i tancat a la fortalesa de Kahkaha on va romandre prop de 20 anys. Les causes d'aquest empresonament tant prolongat no són conegudes; una teoria diu que fou degut al tractat d'Amasya (de 1555) amb l'Imperi Otomà que el temperament bel·licós d'Ismail podia arruïnar; una altra versió considera que fou per causes religioses: Tahmasp era un purità i Ismail portava una vida desordenada; i una tercera, i la més lògica, és que Ismail podria haver tingut ambicions de suplantar al seu pare, i el wakil Masum Beg Safawi, el seu enemic personal, no parava de recordar-ho al xa; la conducta d'Ismail a Herat, abusant del seu poder, hauria alertat a Tahmasp.
Tahmasp va morir el 14 de maig de 1576, i les poderoses faccions del kizibaxis es van pronunciar sobre la successió. La facció que donava suport a Haydar Ali, germà petit d'Ismail, fill de Tahmasp i d'una dona georgiana, va proclamar a Haydar com a sobirà però el xa va morir en la lluita que va seguir amb els partidaris d'Ismail. Un altre germà (fill de Tahmasp i d'una dona circassiana) va rebre també diversos suports però fou derrotats pels partidaris d'Ismail. Trenta mil kizilbaxis reunits a Kahkaha van jurar fidelitat a Ismail i el van portar a Qazwin on el van proclamar xa el 22 d'agost de 1576.
Els anys de presó havien afectat la seva ment i va començar un període de sagnant repressió. Els que no li havien donat suport foren executats. Va matar o cegar a cinc dels seus germans i quatre altres prínceps safàvides per temor que algun li pogués disputar el tron. Va fer matar després a alguns kizilbaxis que havien ocupat llocs importants sota el seu pare. El kizilbaxis van començar a lamentar la seva elecció i van conspirar per assassinar-lo amb l'ajuda de la seva pròpia germana Pari Khan Khanum. Ismail va morir després de consumir opi enverinat, el 24 de novembre de 1577. El seu germà gran Muhammad Khudabanda, que havia estat cegat, va pujar al tron.